# Libéma Open 2018
Die Libéma Open 2018 waren ein WTA-Tennisturnier der WTA Tour 2018 für Damen und ein ATP-Tennisturnier der ATP World Tour 2018 für Herren in Rosmalen in der Gemeinde ’s-Hertogenbosch und fanden zeitgleich vom 11. bis 17. Juni 2018 statt.

## Herrenturnier
→ Hauptartikel: Libéma Open 2018/Herren
→ Qualifikation: Libéma Open 2018/Herren/Qualifikation

## Damenturnier
→ Hauptartikel: Libéma Open 2018/Damen
→ Qualifikation: Libéma Open 2018/Damen/Qualifikation